# Erik Ågren (boxare)
Erik Alfred Ågren, född 3 januari 1916 i Stallarholmen, Ytterselö församling, Södermanlands län, död 3 juli 1985 i Brännkyrka församling, var en svensk boxare. Han blev olympisk bronsmedaljör i 61,2 kg-klassen i Berlin 1936.
Erik Ågren är begravd på Sandsborgskyrkogården i Stockholm.